# Resolutie 2287 Veiligheidsraad Verenigde Naties
Resolutie 2287 van de Veiligheidsraad van de Verenigde Naties werd unaniem aangenomen door de VN-Veiligheidsraad op 12 mei 2016, en verlengde het mandaat van de VN-vredesmacht in de betwiste Soedanese regio Abyei met een half jaar.
In januari 2015 had secretaris-generaal Ban Ki-Moon de Ethiopiër Haile Tilahun Gebremariam benoemd tot hoofd van UNISFA. Soedan en Rusland stelden het niet eens te zijn met deze keuze voor een burger in plaats van een militair, omdat de vredesakkoorden vereisen dat de drie ondertekenaars ervan – Soedan, Zuid-Soedan en Ethiopië – instemmen met wijzigingen aan de vredesmacht. Doch vond Rusland het belangrijk om de consensus te bewaren.

## Achtergrond
Al in de jaren 1950 was het zwarte zuiden van Soedan in opstand gekomen tegen het overheersende Arabische noorden. De vondst van aardolie in het zuiden maakte het conflict er enkel maar moeilijker op. In 2002 kwam er een staakt-het-vuren en werden afspraken gemaakt over de verdeling van de olie-inkomsten. Verschillende rebellengroepen waren hiermee niet tevreden en in 2003 ontstond het conflict in Darfur tussen deze rebellen en de door de regering gesteunde janjaweed-milities. Die laatsten gingen over tot etnische zuiveringen en in de volgende jaren werden in Darfur grove mensenrechtenschendingen gepleegd waardoor miljoenen mensen op de vlucht sloegen. In februari 2011 stemde een overgrote meerderheid van de inwoners van Zuid-Soedan in een referendum voor onafhankelijkheid. De regio Abyei, die tussen Noord- en Zuid-Soedan lag, werd echter door beide partijen opgeëist, wat tot veel geweld leidde waardoor meer dan 100.000 inwoners op de vlucht sloegen.

## Inhoud
De relaties tussen Soedan en Zuid-Soedan inzake grensbewaking waren wat verbeterd. Ook hoopte men dat de vorming van de tijdelijke regering van nationale eenheid in Zuid-Soedan de uitvoering van de afspraken voor het tijdelijke bestuur van Abyei uit 2011 zou bevorderen.
In oktober 2015 hadden beide landen ook de in 2011 door de Afrikaanse Unie getrokken scheidingslijn doorheen de Veilige Gedemilitariseerde Grenszone aanvaard. Ze werden nu aangespoord de andere akkoorden inzake het gebied, waaronder ook het Gezamenlijk Grenstoezichtsmechanisme, nu uit te voeren.
Verder moesten ze onmiddellijk de onderhandelingen over de definitieve status van Abyei hervatten, en eindelijk het bestuur en de politiemacht van de regio in leven roepen. Alle andere troepen moesten uit de regio worden teruggetrokken. Hiermee doelde men op de Zuid-Soedanese militairen, de Soedanese oliepolitie en gewapende milities. Ook waren verschillende gemeenschappen in het gebied zwaarbewapend.
Het mandaat van UNISFA, de VN-vredesmacht in Abyei, werd verlengd tot 15 november 2016. De Veiligheidsraad bevestigde dat de vredesmacht, zoals in 2011 toegestaan, wapens in beslag kon nemen en vernietigen. Volgens de gesloten akkoorden moest Abyei immers wapenvrij worden, en mocht enkel de vredesmacht er wapens dragen.
Lijst ·  2260 ·  2261 ·  2262 ·  2263 ·  2264 ·  2265 ·  2266 ·  2267 ·  2268 ·  2269 ·  2270 ·  2271 ·  2272 ·  2273 ·  2274 ·  2275 ·  2276 ·  2277 ·  2278 ·  2279 ·  2280 ·  2281 ·  2282 ·  2283 ·  2284 ·  2285 ·  2286 ·  2287 ·  2288 ·  2289 ·  2290 ·  2291 ·  2292 ·  2293 ·  2294 ·  2295 ·  2296 ·  2297 ·  2298 ·  2299 ·  2300 ·  2301 ·  2302 ·  2303 ·  2304 ·  2305 ·  2306 ·  2307 ·  2308 ·  2309 ·  2310 ·  2311 ·  2312 ·  2313 ·  2314 ·  2315 ·  2316 ·  2317 ·  2318 ·  2319 ·  2320 ·  2321 ·  2322 ·  2323 ·  2324 ·  2325 ·  2326 ·  2327 ·  2328 ·  2329 ·  2330 ·  2331 ·  2332 ·  2333 ·  2334 ·  2335 ·  2336